# Rathaus (Feucht)

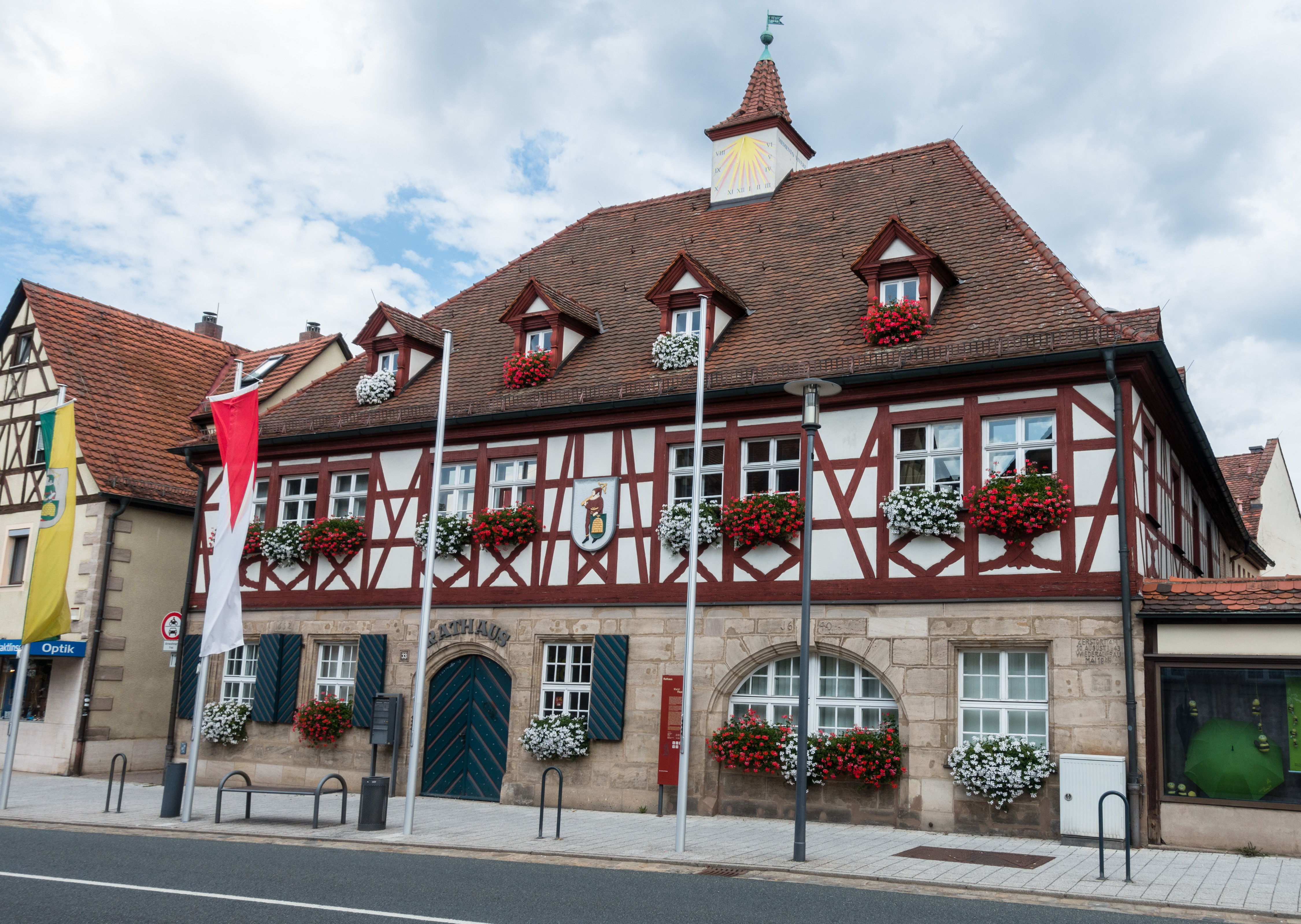
Das Rathaus in Feucht

Das Rathaus ist ein öffentliches Gebäude des Marktes Feucht im mittelfränkischen Landkreis Nürnberger Land in Bayern.

## Beschreibung
Das Rathaus befindet sich im Ortszentrum und hat die Adresse Hauptstraße 33. Vormals hatte es die Hausnummer 43. Der Sandsteinquaderbau mit einem Fachwerkobergeschoss und einem Walmdach mit Dachreiter ist vom Bayerischen Landesamt für Denkmalpflege als Baudenkmal ausgewiesen.

## Geschichte

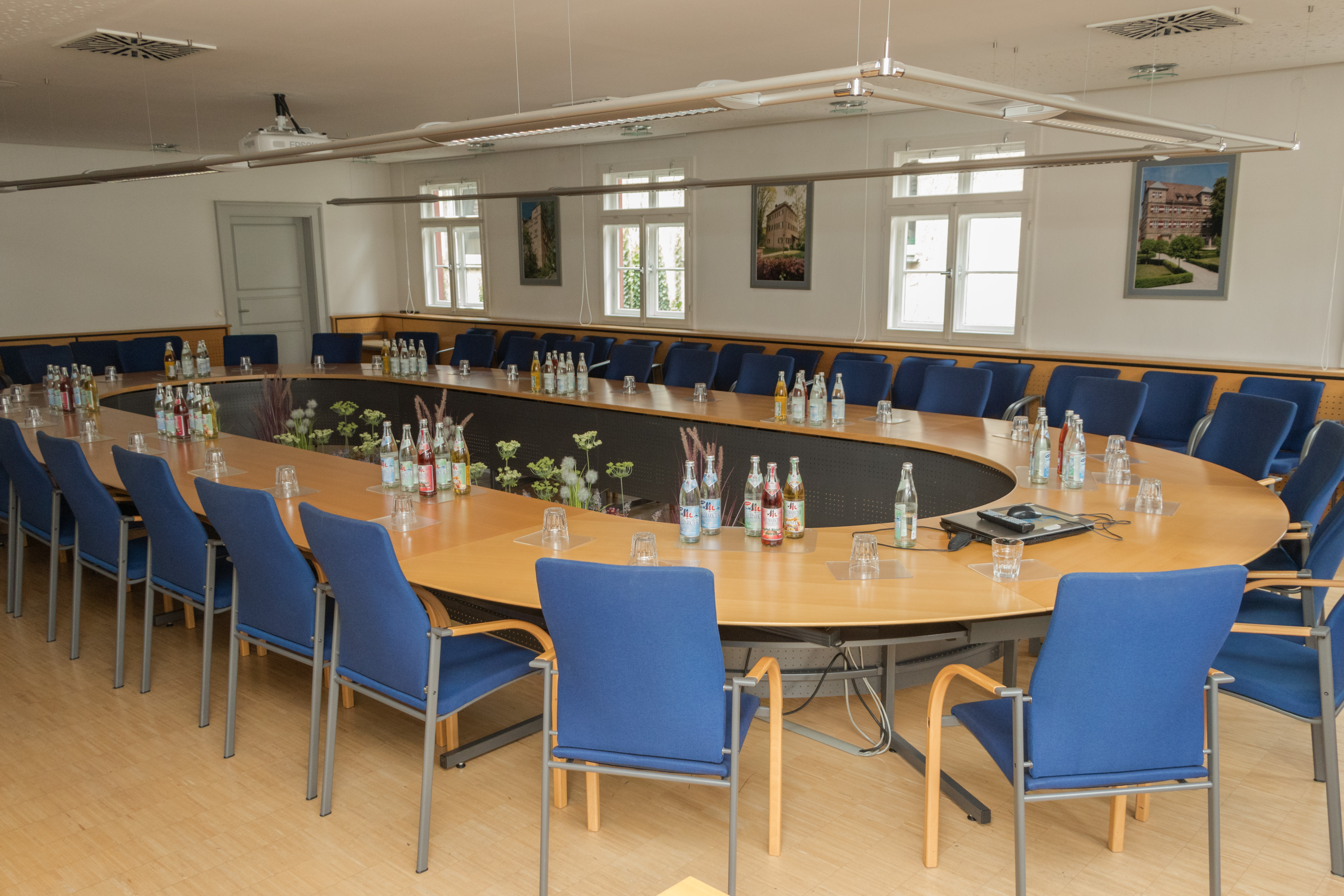
Der Sitzungssaal, früher Schulraum

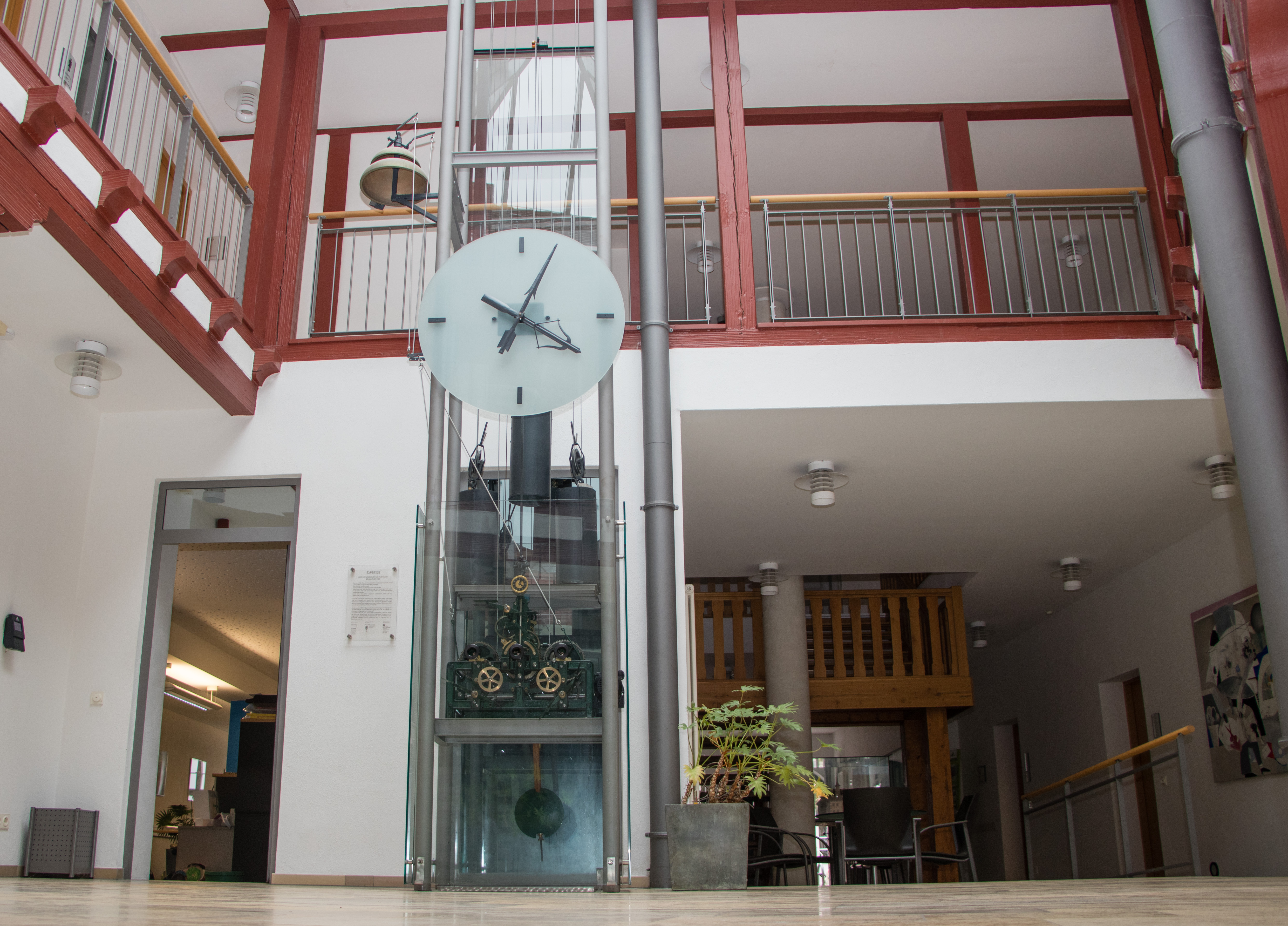
Uhr von 1920 im Atrium

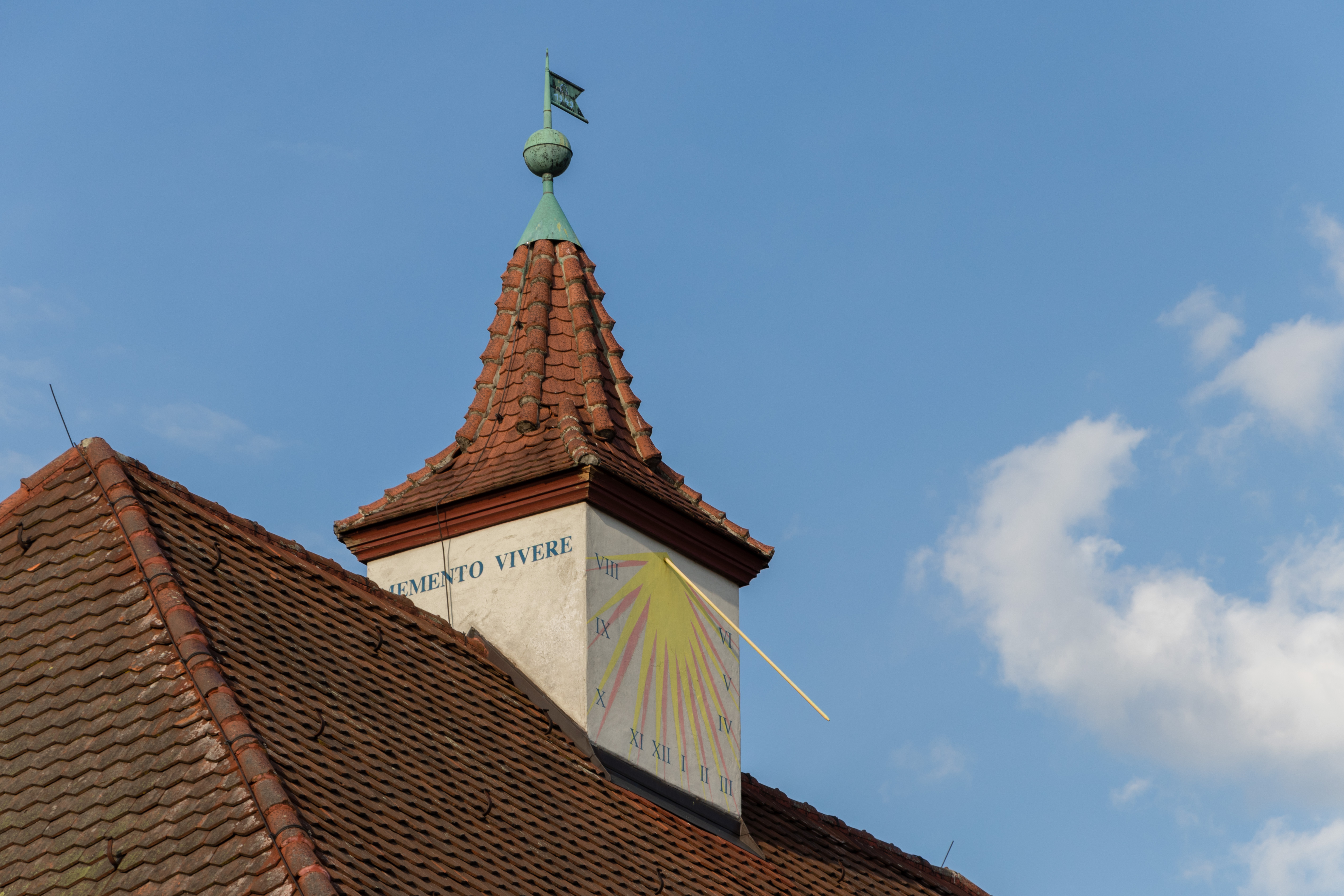
Die Sonnenuhr auf dem Walmdach

Das heute als Rathaus genutzte Gebäude wurde von Konrad Wurffbein, einem Wirt 1640 und 1652 erbaut. Im Dreißigjährigen Krieg brannte seine Schänke ab und er errichtete ein neues Wirtshaus, den Schwarzen Adler. Die sichtbaren Inschriften 1640 und 1652 an der Front über Fenstern im Erdgeschoss erinnern an die Erbauung.
Im Laufe des 17. Jahrhunderts entstand in Deutschland ein dichtes Netz von Postlinien. Aufgrund der Lage wurde dabei in Feucht 1685 bei Konrad Wurffbein eine Posthalterei eingerichtet, die bis 1878 betrieben wurde. In den darauf folgenden zwei Jahrhunderten wechselte das Haus dann mehrfach die Besitzer.
Am 1. Dezember 1871 nahm die Eisenbahn Nürnberg–Neumarkt ihren Betrieb auf, die 1873 bis nach Regensburg verlängert wurde. Die Bahnstrecke Feucht–Altdorf wurde am 15. Oktober 1878 eröffnet und die Posthalterei Feucht wurde damit überflüssig. Die Gemeinde Feucht kaufte zum 12. April 1879 das Haus Nr. 43 mit einer Hofraumfläche von 0,06 Tagwerk (etwa 205 Quadratmeter) für 10.594 Mark und 30 Pfennig und baute es dann zu einem Rathaus und Schulhaus um.
1907 ließ die Gemeinde das Rückgebäude des Rathauses abbrechen und anstelle dort ein Elektrizitätswerk errichten, welches bis etwa 1920 betrieben wurde. Es  lieferte den Strom  für den Feuchter Bahnhof, für 60 Häuser und die Straßenbeleuchtung.
In den folgenden Jahrzehnten befanden sich im Rathaus die Schule und die Feuerwehr. Als Schulraum diente der heutige Sitzungssaal im ersten Stock. Die Feuerwehr befand sich im Erdgeschoss, in dem Bereich, wo sich heute das Bürgerbüro befindet. 1937 wurde das Rathaus renoviert und dabei ein Teil der Amtsräume in den ersten Stock verlegt.
Ein umfassender Umbau des Gebäudes erfolgte 1940/41. Neben der Verwaltung wurden jetzt die Polizeiwache mit einer Arrestzelle, eine Freibank mit einem Kühlraum und die gemeindliche Viehwaage untergebracht. Die Viehwaage wurde von der Feuchter Bäckerfamilie Meyer betrieben. Der Zugang zur Freibank erfolgte über den damals freizugänglichen Innenhof. Neben den Amtsräumen befanden sich im ersten Stock auch zwei Wohnungen.
Bei Fliegerangriffen in der Nacht vom 10. auf den 11. August und dem Abend des 11. Augusts 1943 wurde das Rathaus völlig zerstört. Beim Wiederaufbau von 1949/50 wurde an Stelle der beiden ursprünglichen getrennten Giebel ein einheitliches und durchgehendes Walmdach eingebaut. Das Gebäude war dann der Sitz der Verwaltung. Eine Inschrift an der Fassade erinnert an die Zerstörung und an den Wiederaufbau.

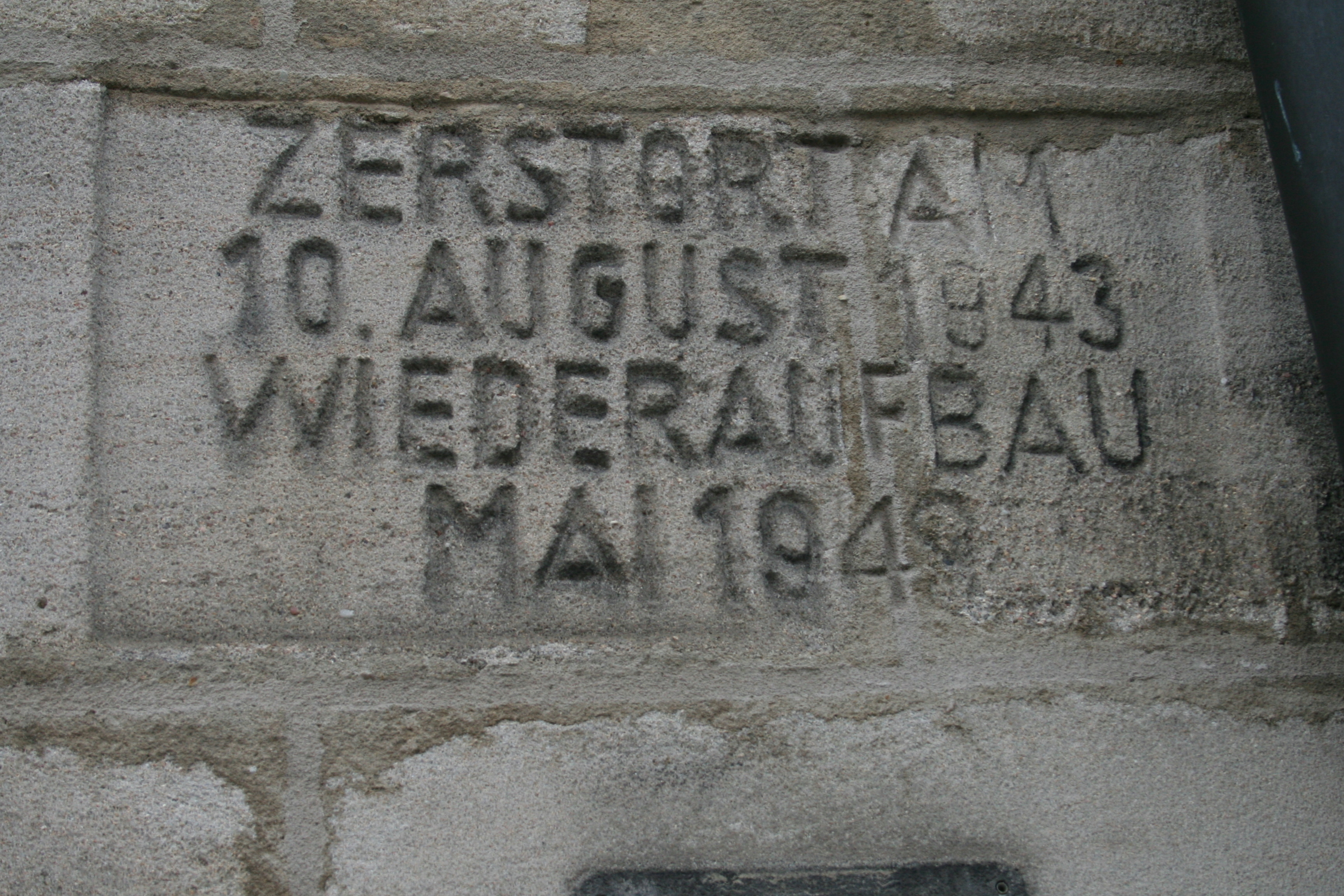
Inschrift, Zerstörung und Wiederaufbau

Die noch befindliche Wohnung im Rückgebäude wurde 1978 umgebaut und bis 1999 für weitere Büros genutzt.
Sein heutiges Erscheinungsbild erhielt das Rathaus durch eine denkmalgerechte Generalsanierung. In den Jahren 1999/2000 wurden zunächst die vorderen, zur Straße hin gewandten Gebäudeteile saniert. Dabei wurde auch das erste Bürgerbüro im Landkreis Nürnberger Land eröffnet. Im Anschluss daran wurde der hintere Teil saniert. Hierbei wurde auch der bis dahin offene Innenhof überdacht und wird seitdem als Atrium genutzt. Der vormals offene Innenhof wurde bis dato in den Sommermonaten auch für Freiluftkonzerte genutzt.
Heute befindet sich im Atrium eine historische Uhr, die aus der Zeit um 1920 stammt. Einst zierte sie den alten Rathausturm. Das moderne Zifferblatt des alten mechanischen Uhrwerks stellt dabei einen Bezug zum historischen Zeidlerwesen des Ortes her. Die Zeiger sind  in Form einer stilisierten Armbrust und eines Pfeil ausgearbeitet.
Auf dem Dach befindet sich anstelle dieser Uhr heute eine Sonnenuhr.

## Nutzung
Im Rathaus befinden sich heute (2020) neben dem Amtssitz des Bürgermeisters, der Sitzungssaal, ein Bürgerbüro und Teile der Gemeindeverwaltung. Bauamt und Finanzverwaltung befinden sich in einem anderen Gebäude, in dem 1988 vom Markt Feucht erworbenen Pfinzingschloss.